# Ogassa
Ogassa és un municipi català del Ripollès, al centre-nord de la regió de l'Alt Ter. També pertany administrivament a les Comarques Gironines.
El municipi està dividit en vuit entitats de població:
- Ogassa.
- Sant Julià de Saltor.
- Sant Martí d'Ogassa.
- Sant Martí de Surroca.
- Ca l'Enric.
- Les Costes.
- Prat del Pinter.
- El Taller.

Era conegut antigament per la seva activitat minera. Actualment, la visita a les antigues mines és un dels seus atractius turístics.

## Geografia
- Llista de topònims d'Ogassa (Orografia: muntanyes, serres, collades, indrets..; hidrografia: rius, fonts...; edificis: cases, masies, esglésies, etc).

Ogassa està situat al bell mig de la comarca del Ripollès. Limita amb els municipis de Ripoll, Sant Joan de les Abadesses, Camprodon, Vilallonga de Ter, Pardines, Ribes de Freser i Campdevànol.

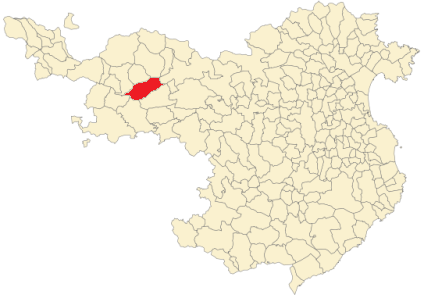
Situació del terme municipal d'Ogassa respecte a les Terres de Girona

El terme comprèn el vessant sud de les serres Cavallera i Conivella. Els seus cims més representatius són el Taga, Sant Amand (o Sant Amanç) i el Puig Estela.
S'hi pot accedir amb vehicle pel sud, mitjançant la carretera GIV-5211, que comunica el municipi amb Sant Joan de les Abadesses (4,6 km); per l'est, des de la Colònia Estabanell (Camprodon), per una pista forestal, i per l'oest, de la mateixa manera, amb una altra pista que comunica el municipi amb Bruguera i Ribes de Freser.
En bicicleta i a peu s'hi pot accedir per les vies abans esmentades o seguint el sender de la ruta del ferro, que feien servir les antigues vagonetes de les mines de carbó. Aquest camí, que es pot agafar ja a Ripoll, passa per Sant Joan i arriba finalment a Ogassa.

## Demografia
| Entitat de població   | Habitants (2024) |
| Ogassa                | 118              |
| Prat del Pinter       | 37               |
| Sant Martí de Surroca | 24               |
| Sant Martí d'Ogassa   | 21               |
| Ca l'Enric            | 8                |
| Sant Julià de Saltor  | 5                |
| les Costes            | 3                |
| el Taller             | 2                |
| Font: Idescat         |                  |

| 1497 f | 1515 f | 1553 f | 1717 | 1787 | 1857 | 1877 | 1887  | 1900  | 1910  |
| ------ | ------ | ------ | ---- | ---- | ---- | ---- | ----- | ----- | ----- |
| 10     | 7      | 14     | 236  | 476  | 274  | 716  | 1.410 | 1.578 | 1.231 |

| 1920  | 1930 | 1940 | 1950 | 1960 | 1970 | 1981 | 1990 | 1992 | 1994 |
| ----- | ---- | ---- | ---- | ---- | ---- | ---- | ---- | ---- | ---- |
| 1.103 | 787  | 637  | 702  | 729  | 414  | 310  | 294  | 263  | 263  |

| 1996 | 1998 | 2000 | 2002 | 2004 | 2006 | 2008 | 2010 | 2012 | 2014 |
| ---- | ---- | ---- | ---- | ---- | ---- | ---- | ---- | ---- | ---- |
| 245  | 243  | 242  | 253  | 260  | 265  | 266  | 256  | 247  | 245  |

| 2016 | 2018 | 2020 | 2022 | 2024 | 2026 | 2028 | 2030 | 2032 | 2034 |
| ---- | ---- | ---- | ---- | ---- | ---- | ---- | ---- | ---- | ---- |
| 225  | 226  | 240  | 222  | 218  | -    | -    | -    | -    | -    |

## Història de la vila
Les edificacions d'estil romànic, amb elements destacables, com són les esglésies de Sant Martí de Surroca (s. XII) i de Sant Martí d'Ogassa (segle xi), que depenien del monestir de Sant Joan de les Abadesses, i les de Sant Julià de Saltor i Santa Maria de Vidabona, que depenien del monestir de Ripoll, fan evident l'existència humana en aquella època. Tot i això, durant l'època medieval, aquestes terres pertanyien a l'Església i als senyors feudals.
Es coneix l'existència d'una fortificació erigida probablement al cim de Sant Amand o un xic més avall, en un pla conegut com a pla de Pena, i que era citada com el castell de Pena (castellar de Penna Matricis). Aquesta citació apareix en l'acta de consagració de l'església de Sant Martí d'Aguacia (Sancti Martini de Aguacia) l'any 1024 per l'Abat Oliba, encara que pot ser anterior a aquesta data. Aquesta fortificació aglutinava les terres de Sant Martí de Surroca, Sant Martí d'Ogassa, Sant Julià de Saltor, Santa Maria de Vidabona i una part de les terres del municipi de Bruguera (Ribes de Freser). Se sap que la titularitat del castell passa per diversos propietaris al llarg dels segles xi, xii i xiii. L'abat Ramon de Bianya adquireix els drets del rei Pere “el Cerimoniós” sobre les viles d'Ogassa, la Rovira, Bianya i altres l'any 1342, i el 1344 n'encomana la custòdia a Pere de Ribes, de la Vall de Ribes. A partir d'aquí no se'n té cap més coneixement. Actualment, el castell està enderrocat i es creu que les seves restes poden ser unes ruïnes localitzades a prop del cim de Sant Amand.
No és fins ben entrat el segle xix, amb la descoberta d'hulla al municipi i en plena expansió de l'industrialisme català, que comença l'explotació minera a Ogassa.
La primera mina es va obrir al municipi el 1838. L'explotació minera es va allargar gairebé 129 anys, i, finalment, a causa de la disminució de la producció, l'any 1968 es va tancar l'última.
El carbó anava destinat principalment a la creixent indústria catalana. L'únic inconvenient era el transport d'aquest material. Per resoldre el problema, l'any 1880 es van concloure els treballs de la línia de ferrocarril que havia de dur el carbó de les mines fins al port de Barcelona.
El carbó era transportat amb vagoneta fins a l'estació de Toralles (Sant Joan de les Abadesses) mitjançant diversos plans inclinats, que es poden intuir per tot el poble, i es carregava a l'antiga estació de Sant Joan de les Abadesses en un tren que va funcionar fins als anys 80 del segle xx.
Actualment, aquesta línia continua en actiu i uneix Barcelona, Granollers, Vic, Ripoll, Puigcerdà i la Tor de Querol (França).
D'aquesta explotació industrial, en queden moltes restes arquitectòniques, com una antiga fàbrica de ciment, una fàbrica de pans de carbó i diversos tallers destinats a la reparació d'estris miners.
Gràcies a la inflamabilitat del gas grisú (gas metà), l'any 1900 es va dotar d'energia elèctrica el municipi, que es va convertir en un dels primers de l'estat espanyol a tenir corrent elèctric. Avui encara es pot contemplar l'edifici on hi havia la turbina elèctrica.
Precisament, des de l'arribada del ferrocarril fins a les primeres dècades del segle xx van ser els anys de més productivitat, cosa que es va traduir en un fort creixement demogràfic, i es van arribar a superar els 1.500 habitants.
El tancament de les mines va provocar un èxode al municipi, fins a arribar a la població actual, que ronda els 250 habitants i que és força estable des dels anys 80 del segle xx.
Actualment, les principals activitats econòmiques del municipi són la ramaderia i el turisme.

## Art romànic

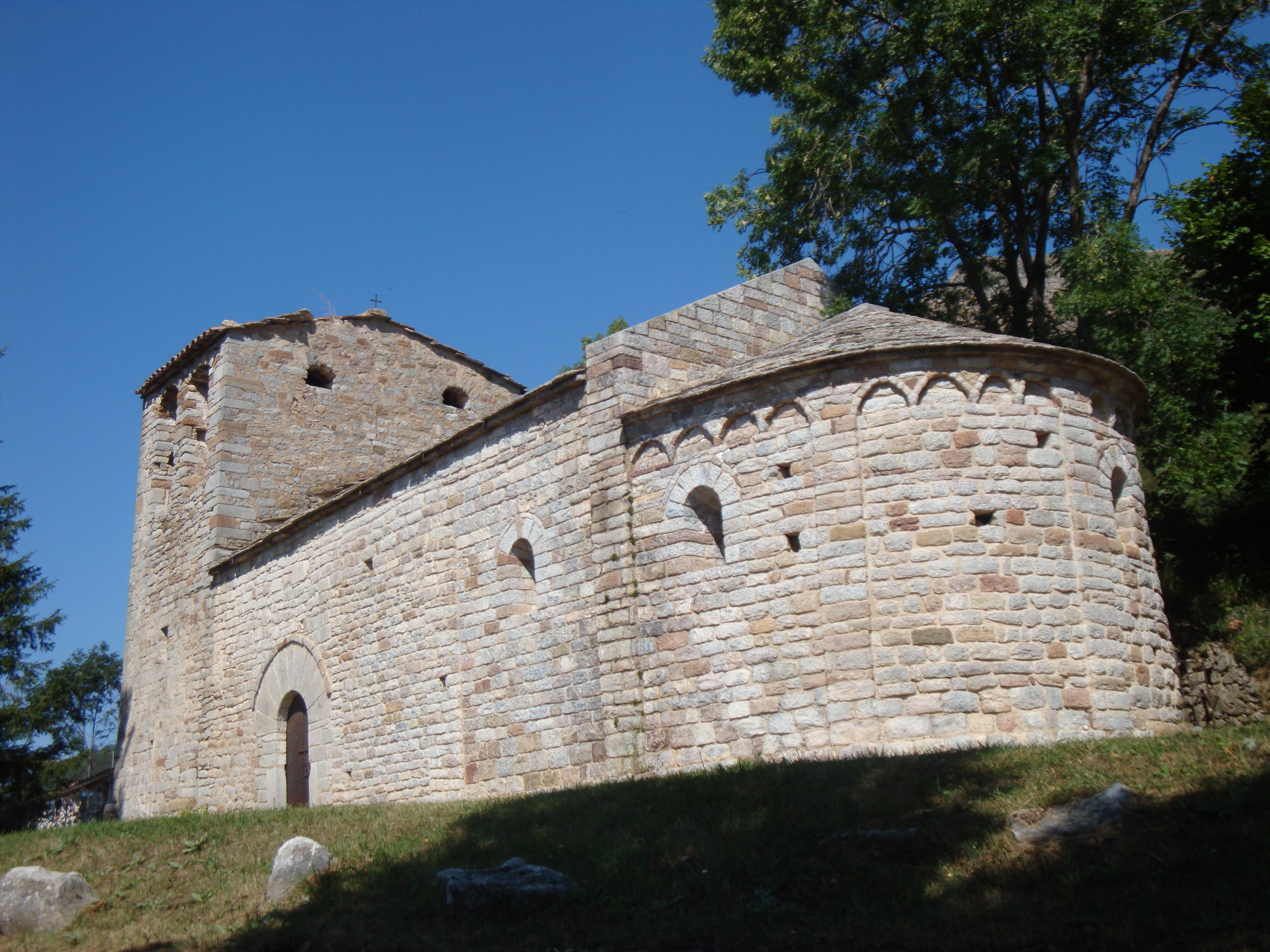
Església romànica de Sant Martí de Surroca.

Destaquen dues esglésies romàniques: Sant Martí d'Ogassa i Sant Martí de Surroca.
- Sant Martí de Surroca és una església del segle xii situada a uns 1.300 metres d'altitud, sota uns cingles de roca que li van donar el nom de "Sots-roca" ("sota la roca"), d'on deriva el nom actual. Aquest sector és citat ja cap a l'any 913 dC. No es té constància de l'església fins al 1090. Encara que segurament és més antiga, fou consagrada de nou pel bisbe de Vic Arnau de Malla l'any 1104 a petició dels comunitaris del monestir de Sant Joan de les Abadesses. Malgrat les reformes que s'hi han fet des de la darrera consagració fins al segle xv, continua mantenint les característiques romàniques. Actualment, aquesta església té adjunt el terreny del cementiri municipal.

- Sant Martí d'Ogassa és una església romànica del segle xi que es troba a una alçada d'uns 1.370 metres. Fou construïda i consagrada entre el 993 i el 1010 dC pel bisbe de Vic Arnulf (993-1030). Aleshores era coneguda com a Sant Martí d'Aguacia. Més tard va ser modificada per Joan Oriol i la va consagrar l'Abat Oliba el 1024 amb el nom actual. S'hi venera la imatge de la Mare de Déu del Puig de França, una talla de fusta del segle xiv que actualment pot contemplar-se al Museu Episcopal de Vic.

- Sant Julià de Saltor, situada a 1.350 m d'altitud, al peu del cim de Sant Amand. L'indret ja apareix esmentat a finals del segle ix, però la construcció de l'església data del segle xi, en què depenia del monestir de Ripoll. Avui dia està parcialment derruïda i s'hi accedeix per una via des de Campdevànol.

- Santa Maria de Vidabona, situada a uns 1.300 metres d'altitud, al peu de Sant Amand. Apareix esmentada ja pels volts del 1050. S'hi accedeix des de Ripoll pel coll de la Tuta. Esdevé santuari marià el segle xviii. Avui dia està parcialment derruïda.

## Llocs d'interès
- Conca minera d'Ogassa.[1]
- Serres Cavallera i Conivella